# Boissy-Fresnoy
Boissy-Fresnoy és un municipi francès, situat al departament de l'Oise i a la regió dels Alts de França. L'any 2007 tenia 899 habitants.

## Demografia

### Població
El 2007 la població de fet de Boissy-Fresnoy era de 899 persones. Hi havia 304 famílies de les quals 44 eren unipersonals (28 homes vivint sols i 16 dones vivint soles), 64 parelles sense fills, 176 parelles amb fills i 20 famílies monoparentals amb fills.
La població ha evolucionat segons el següent gràfic:
Habitants censats

### Habitatges
El 2007 hi havia 325 habitatges, 306 eren l'habitatge principal de la família, 3 eren segones residències i 16 estaven desocupats. 306 eren cases i 16 eren apartaments. Dels 306 habitatges principals, 242 estaven ocupats pels seus propietaris, 53 estaven llogats i ocupats pels llogaters i 11 estaven cedits a títol gratuït; 4 tenien una cambra, 11 en tenien dues, 39 en tenien tres, 74 en tenien quatre i 178 en tenien cinc o més. 270 habitatges disposaven pel capbaix d'una plaça de pàrquing. A 105 habitatges hi havia un automòbil i a 181 n'hi havia dos o més.

### Piràmide de població
La piràmide de població per edats i sexe el 2009 era:
| Homes | Edats   | Dones |
| ----- | ------- | ----- |
| 0     | 95 o +  | 0     |
| 0     | 90 a 94 | 0     |
| 0     | 85 a 89 | 4     |
| 4     | 80 a 84 | 0     |
| 4     | 75 a 79 | 8     |
| 8     | 70 a 74 | 0     |
| 4     | 65 a 69 | 8     |
| 28    | 60 a 64 | 20    |
| 20    | 55 a 59 | 20    |
| 16    | 50 a 54 | 20    |
| 20    | 45 a 49 | 24    |
| 28    | 40 a 44 | 24    |
| 68    | 35 a 39 | 48    |
| 16    | 30 a 34 | 44    |
| 40    | 25 a 29 | 24    |
| 12    | 20 a 24 | 8     |
| 28    | 15 a 19 | 28    |
| 20    | 10 a 14 | 20    |
| 56    | 5 a 9   | 44    |
| 36    | 0 a 4   | 32    |

## Economia
El 2007 la població en edat de treballar era de 599 persones, 484 eren actives i 115 eren inactives. De les 484 persones actives 464 estaven ocupades (251 homes i 213 dones) i 20 estaven aturades (7 homes i 13 dones). De les 115 persones inactives 26 estaven jubilades, 49 estaven estudiant i 40 estaven classificades com a «altres inactius».

### Ingressos
El 2009 a Boissy-Fresnoy hi havia 312 unitats fiscals que integraven 936,5 persones, la mediana anual d'ingressos fiscals per persona era de 22.736 €.

### Activitats econòmiques
Dels 16 establiments que hi havia el 2007, 1 era d'una empresa alimentària, 2 d'empreses de construcció, 4 d'empreses de comerç i reparació d'automòbils, 1 d'una empresa de transport, 1 d'una empresa financera, 3 d'empreses immobiliàries, 1 d'una empresa de serveis i 3 d'empreses classificades com a «altres activitats de serveis».
Dels 2 establiments de servei als particulars que hi havia el 2009, 1 era un guixaire pintor i 1 fusteria.
L'únic establiment comercial que hi havia el 2009 era una fleca.
L'any 2000 a Boissy-Fresnoy hi havia 10 explotacions agrícoles que ocupaven un total de 1.360 hectàrees.

## Equipaments sanitaris i escolars
El 2009 hi havia una escola elemental.

## Poblacions més properes
El següent diagrama mostra les poblacions més properes.